# Юджин
Юджи́н (англ. Eugene; МФА: [juːˈdʒiːn]) — місто (англ. city) в США, в окрузі Лейн штату Орегон над річкою Вілламетт. Населення 163,5 тис. осіб (2015). Площа 150 км². Агломерація Юджин-Спрингфілд у межах округи Лейн становить 362,9 тис. осіб (2015).
Засноване 1862 року, отримало назву на честь поселенця Юджина Скіннера, що звів тут перший зруб 1846 року.

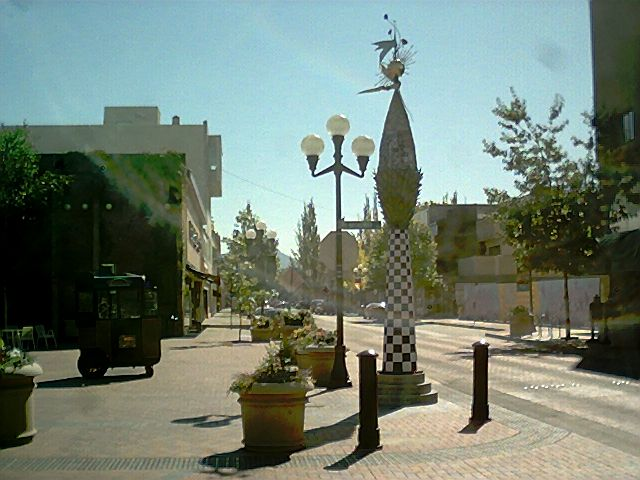
Бродвей-авеню у центрі Юджина.

Стрімкий розвиток міста завдячує утворенню й розвитку Орегонського університету, лісообробною промисловістю району й транспортною зупинкою на шляху з Каліфорнії на міста північного заходу США.
У місті розташований один з трьох найбільших університетів Орегону — Орегонський університет. Усього у районі міста 3 університети, 4 коледжі, 8 музеїв.

## Географія
Юджин розташований за координатами 44°3′24″ пн. ш. 123°6′58″ зх. д. / 44.05667° пн. ш. 123.11611° зх. д. (44.056748, -123.116207).  За даними Бюро перепису населення США в 2010 році місто мало площу 113,30 км², з яких 113,24 км² — суходіл та 0,06 км² — водойми.

### Клімат
Місто знаходиться у зоні, котра характеризується середземноморським кліматом. Найтепліший місяць — серпень із середньою температурою 19.4 °C (66.9 °F). Найхолодніший місяць — грудень, із середньою температурою 4.3 °С (39.7 °F).
| Клімат Юджина           | Клімат Юджина | Клімат Юджина | Клімат Юджина | Клімат Юджина | Клімат Юджина | Клімат Юджина | Клімат Юджина | Клімат Юджина | Клімат Юджина | Клімат Юджина | Клімат Юджина | Клімат Юджина | Клімат Юджина |
| Показник                | Січ.          | Лют.          | Бер.          | Квіт.         | Трав.         | Черв.         | Лип.          | Серп.         | Вер.          | Жовт.         | Лист.         | Груд.         | Рік           |
| Абсолютний максимум, °C | 19,4          | 22,2          | 25,6          | 30            | 35            | 38,9          | 41,1          | 42,2          | 39,4          | 34,4          | 24,4          | 20            | 42,2          |
| Середній максимум, °C   | 8,4           | 10,6          | 13,4          | 16            | 19,4          | 22,9          | 27,9          | 28,2          | 24,9          | 17,9          | 11,2          | 7,6           | 17,4          |
| Середня температура, °C | 4,8           | 6,1           | 8,2           | 10,1          | 12,9          | 15,8          | 19,3          | 19,4          | 16,6          | 11,5          | 7,2           | 4,3           | 11,4          |
| Середній мінімум, °C    | 1,2           | 1,6           | 2,8           | 4,2           | 6,4           | 8,7           | 10,8          | 10,6          | 8,3           | 5,1           | 3,1           | 1             | 5,3           |
| Абсолютний мінімум, °C  | −20           | −19,4         | −6,7          | −2,8          | −2,2          | 0             | 3,9           | 3,3           | −0,6          | −8,3          | −11,1         | −24,4         | −24,4         |
| Норма опадів, мм        | 175.3         | 137.2         | 127           | 83.8          | 68.6          | 38.1          | 12.7          | 15.2          | 33            | 83.8          | 195.6         | 198.1         | 1170.9        |
| Днів з опадами          | 17,9          | 14,9          | 17,7          | 14,5          | 11,7          | 7,9           | 3,1           | 3,2           | 5,4           | 11,4          | 17,9          | 17,9          | 143,5         |
| Днів з дощем            | 18            | 15            | 17            | 13            | 10            | 7             | 3             | 4             | 6             | 11            | 16            | 18            | 137           |
| Днів зі снігом          | 0,7           | 1,2           | 0,1           | 0             | 0             | 0             | 0             | 0             | 0             | 0             | 0,1           | 0,9           | 3             |
| Вологість повітря, %    | 88.6          | 84.7          | 81.3          | 78.4          | 76.1          | 71.9          | 63.3          | 63.8          | 68.3          | 79.7          | 88            | 89            | 77.7          |
| ----------------------- | ------------- | ------------- | ------------- | ------------- | ------------- | ------------- | ------------- | ------------- | ------------- | ------------- | ------------- | ------------- | ------------- |
| Джерело: Weatherbase    |               |               |               |               |               |               |               |               |               |               |               |               |               |

## Демографія
Згідно з переписом 2010 року, у місті мешкало 156 185 осіб у 66 419 домогосподарствах у складі 33 953 родин. Густота населення становила 1379 осіб/км².  Було 69951 помешкання (617/км²).
Расовий склад населення:
| - 85,8 % — білих - 4,0 % — азіатів - 1,4 % — чорних або афроамериканців - 1,0 % — корінних американців - 0,2 % — вихідців з тихоокеанських островів - 2,9 % — осіб інших рас |

До двох чи більше рас належало 4,7 %. Частка іспаномовних становила 7,8 % від усіх жителів.
За віковим діапазоном населення розподілялося таким чином: 18,2 % — особи молодші 18 років, 69,2 % — особи у віці 18—64 років, 12,6 % — особи у віці 65 років та старші. Медіана віку мешканця становила 33,8 року. На 100 осіб жіночої статі у місті припадало 95,6 чоловіків;  на 100 жінок у віці від 18 років та старших — 93,8 чоловіків також старших 18 років.
Середній дохід на одне домашнє господарство  становив 62 348 доларів США (медіана — 43 101), а середній дохід на одну сім'ю — 83 722 долари (медіана — 61 848). Медіана доходів становила 44 685 доларів для чоловіків та 38 458 доларів для жінок. За межею бідності перебувало 24,4 % осіб, у тому числі 19,9 % дітей у віці до 18 років та 8,3 % осіб у віці 65 років та старших.
Цивільне працевлаштоване населення становило 73 273 особи. Основні галузі зайнятості: освіта, охорона здоров'я та соціальна допомога — 30,1 %, роздрібна торгівля — 13,2 %, мистецтво, розваги та відпочинок — 12,2 %.

## Музеї
- Музей мистецтва Джордана Шніцера